# Microstrip

Sección transversal de un microstrip. El conductor (A) está separado de la línea de tierra (D) por un substrato dieléctrico (C). El dieléctrico superior (B) es generalmente el aire.

Microstrip

Un microstrip es un tipo de línea de transmisión eléctrica que puede ser fabricada utilizando placa de circuito impreso (PCB). Se utiliza para transmitir señales de microondas.
Construida en una tarjeta de circuitos impresos, con 2 conductores, uno en un lado de la tarjeta y el otro el plano de Tierra. Se utilizan en sistemas de microondas.
Consiste en una franja de conducción separada de la franja de masa por una capa de sustrato dieléctrico.
Componentes de microondas, tales como antenas, acopladores, filtros, divisores, etc. pueden formarse a partir de microstrip, haciendo dicho componente como una metalización sobre el sustrato. El microstrip hasta ahora es más barato que la tecnología tradicional de guía de onda, además de ser mucho más ligero y compacto.
Las desventajas de microstrip en comparación con la guía de onda son: su baja capacidad de manejo de energía y el hecho de tener mayores pérdidas. Además, a diferencia de la guía de onda, no está cerrada y por lo tanto es susceptible de captar gran cantidad de ruido.
Para abaratar costes, los microstrips pueden ser construidos sobre un sustrato ordinario FR4 (estándar PCB). Sin embargo, se encontró que las pérdidas dieléctricas en FR4 son demasiado elevadas en cuanto a microondas, y que la constante dieléctrica no está suficientemente bien controlada. 
También se utilizan líneas de microstrip en diseños PCB digitales de alta velocidad, donde las señales deben ser enrutadas de una parte a la otra con la mínima distorsión posible, evitando el ruido e interferencias de radiación.

## Permitividad relativa efectiva
La onda electromagnética llevada por un microstrip existe, en parte, en el sustrato dieléctrico, y en parte en el aire sobre él. En general, la constante dieléctrica del sustrato será mayor que la del aire, de modo que la onda viaja en un medio no homogéneo. En consecuencia, la velocidad de propagación se halla en algún punto entre la velocidad de las ondas de radio en el sustrato y la velocidad de las ondas de radio en el aire. 
Este comportamiento se describe comúnmente declarando la constante dieléctrica efectiva (o permitividad efectiva relativa) del microstrip como la constante dieléctrica de un medio homogéneo equivalente (es decir, un resultado de la misma velocidad de propagación).

## Impedancia característica
Forma aproximada de la expresión de  impedancia característica de un microstrip  desarrollado por Wheeler:
{\displaystyle Z_{\textrm {microstrip}}={\frac {Z_{0}}{2\pi {\sqrt {2(1+\varepsilon _{r})}}}}\mathrm {ln} \left(1+{\frac {4h}{w_{\textrm {eff}}}}\left({\frac {14+{\frac {8}{\varepsilon _{r}}}}{11}}{\frac {4h}{w_{\textrm {eff}}}}+{\sqrt {\left({\frac {14+{\frac {8}{\varepsilon _{r}}}}{11}}{\frac {4h}{w_{\textrm {eff}}}}\right)^{2}+\pi ^{2}{\frac {1+{\frac {1}{\varepsilon _{r}}}}{2}}}}\right)\right)}
- Datos: Q639055
- Multimedia: Microstrip / Q639055